# Michał Ceptowski
Michał Ceptowski vel Mathias Zöpf (ur. 21 lutego 1765 w Raisting w Bawarii, zm. 24 maja 1829 w Marynopolu) – osiadły w Polsce sztukator niemiecki.

## Życiorys
Był synem Johanna Michaela Zöpfa oraz Marii Probst. Prawdopodobnie około 1775 roku przybył wraz z ojcem do Polski i osiadł w Poznaniu. Kształcił się u swojego ojca, który był sztukatorem. W 1791 ożenił się z Polką, Zofią Męczyńską. W 1796 roku zmienił nazwisko na Michał Ceptowski. W 1805 osiadł w zakupionym folwarku z młynem w Marynopolu koło Poznania. Z pierwszą żoną miał synów Adama, Karola, Antoniego i Maksymiliana. W 1817 ożenił się z Balbiną Lewandowską, z którą miał synów Konstantego, Józefa i Franciszka.

## Wykonane prace
- Od 1790 do 1795 roku wykonywał sztukaterie w pałacu w Pawłowicach.
- W pałacu w Mchach koło Śremu wykonał stiuki o motywach roślinnych i płaskorzeźby alegoryczne. Sygnowane są one inicjałami MC oraz opatrzone datami 1799 lub 1792.
- W 1790 roku zaczął prowadzić, prawdopodobnie wraz z zespołem, prace sztukatorskie w pałacu w Siedlcu koło Środy Wielkopolskiej. Ukończył je około 1792 roku.
- W Objezierzu koło Obornik dekorował salę jadalną.
- Wykonał sztukaterie w pałacu w Śmiełowie. Rozpoczął tutaj współpracę z architektem Stanisławem Zawadzkim.
- Wykonał sztukaterie w pałacu w Dobrzycy (1800–1806) i w pałacu w Lubostroniu (1806), również współpracował ze Stanisławem Zawadzkim.
- W latach 1798–1799 pracował przy sztukateriach pałacu Mielżyńskich w Poznaniu.
- Prawdopodobnie jego dziełem jest fronton pałacu Działyńskich (1805–1815).
- Około 1820 roku wykonywał zapewne prace rzeźbiarskie i sztukatorskie w budowanym (1817–1820) w Poznaniu gmachu loży masońskiej, której był prawdopodobnie członkiem.